# Robo (baloncesto)

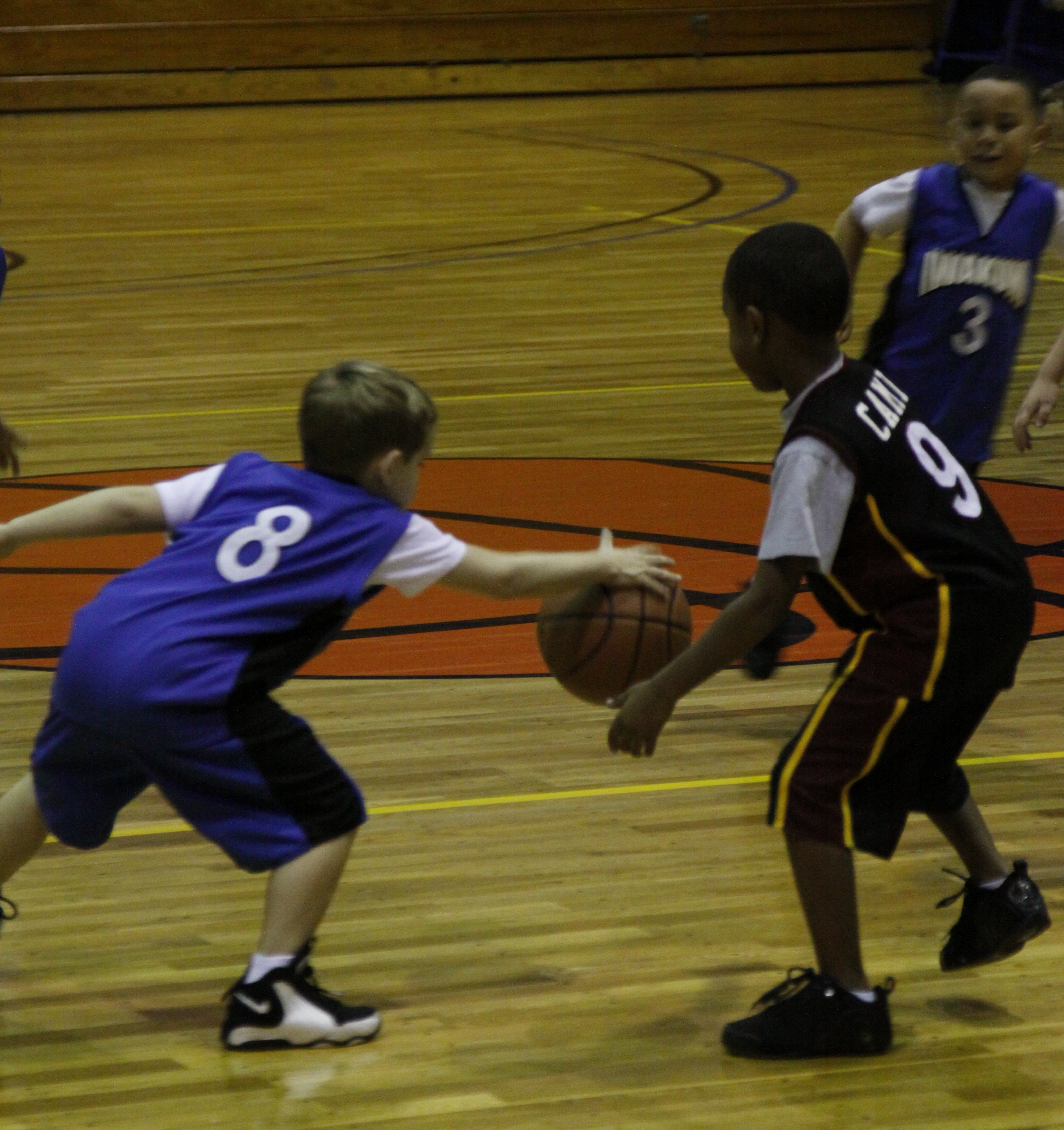
El robo de balón es indispensable para un jugador defensivo, y sumar estadísticas.

Los robos se acreditan al jugador defensivo que causa primero la pérdida de balón, incluso si no termina con la posesión de la pelota viva. Para ganar un robo, el jugador defensivo debe ser el iniciador de la acción que causó la pérdida de balón, no solo el benefactor. Cada vez que un robo se registra por un jugador defensivo, un jugador ofensivo debe ser acreditado con un balón perdido.
Robar el balón requiere una buena anticipación, velocidad y reflejos rápidos, todas las características comunes de los buenos defensores. Sin embargo, como los tapones, los robos no siempre son un medidor perfecto de la capacidad defensiva de un jugador. Un robo fallido puede resultar que el defensor quede fuera de su posición y no pueda recuperarse a tiempo, permitiendo a la ofensiva anotar. Por lo tanto, tratar de robar es un riesgo. Los robos, aunque arriesgados, pueden dar sus frutos grandemente, porque provocan un contraataque para el equipo defensivo.
No hay una posición prototípica de la que un jugador pueda obtener muchos robos. Mientras, los bases más rápidos y pequeños tienden a acumular el mayor número de robos, hay muchas excepciones. Por ejemplo, el alero Rick Barry lideró la NBA en robos en 1974-75, y durante muchos años el pívot Hakeem Olajuwon lideró a su equipo en la categoría, situándose siempre entre los líderes de la liga, y es el único pívot que está situado entre los 10 mejores de todos los tiempos en robos. Karl Malone, un ala-pívot, es actualmente el número diez.

## Récords de robos en la NBA
Los robos se registraron por primera vez en la NBA en la temporada 1973-74, mientras que la liga rival la ABA registró los robos por primera vez durante la misma temporada.
Kendall Gill y Larry Kenon están empatados en la categoría de más robos en un partido de temporada regular de la NBA con once. Kenon lo registró el 26 de diciembre de 1976, mientras que Gill lo registró el 3 de abril de 1999.
El récord de más robos por un jugador en una temporada de la NBA es 301 por Alvin Robertson en 1985-86.
El líder en robos de todos los tiempos de la NBA es John Stockton con 3.265 en su carrera.
El líder de la NBA en robos por partido es Alvin Robertson con un promedio de 2,71 en su carrera (1250 robos como mínimo) y 3,67 en una temporada (125 robos como mínimo).

## Jugadores notables en la NBA
Algunos de los grandes especialistas defensivos de la categoría de robos en la NBA son:
- Walt Frazier: conocido por su magistral defensa, que culminó en torno a su capacidad de desviar el balón mientras el ofensivo driblaba y cortar los pasas usando sus manos increíblemente rápidas. Los robos no se registraron durante la primera parte de su carrera. Según fuentes, una vez intercepto 8 robos consecutivos durante un tercer cuarto ante Atlanta en 1971.

- Allen Iverson: lideró la liga en robos tres veces consecutivas; tiene el récord de más robos en un partido de playoffs.

- Michael Jordan: lideró la liga en robos y robos por partido en tres ocasiones, tercero de todos los tiempos en robos totales y tercero de todos los tiempos de robos por partido. Segundo de todos los tiempos en robos en playoffs detrás de Scottie Pippen.

- Chris Paul: tiene el récord de la NBA de más partidos consecutivos con un robo de balón, lideró la liga en robos y robos por partido en seis ocasiones.

- Micheal Ray Richardson: lideró la liga en robos tres veces; segundo de todos los tiempos en robos por partido.

- Alvin Robertson: lideró la liga en robos y robos por partido en tres ocasiones, noveno de todos los tiempos en robos totales y primero de todos los tiempos en robos por partido.

- John Stockton: lideró la liga en robos en dos ocasiones, primero de todos los tiempos en robos totales y sexto de todos los tiempos en robos por partido.

- Jerry West: es ampliamente conocido por su capacidad de ejecutar robos, pero la estadística no se registró hasta su última temporada. West fue el primer jugador en registrar oficialmente 10 robos en un partido.

- Clyde Drexler: Drexler tiene 2.207 robos en su carrera de 15 años con los Portland Trail Blazers y los Houston Rockets. Es el séptimo de todos los tiempos en robos totales.

Otros jugadores notables: Mookie Blaylock, Don Buse, Maurice Cheeks, Baron Davis, Clyde Drexler, Tim Hardaway, Derek Harper, Ron Harper, Hersey Hawkins, Eddie Jones, Jason Kidd, Fat Lever, Shawn Marion, Johnny Moore, Gary Payton, Scottie Pippen, Larry Steele, Slick Watts, Gus Williams, Rajon Rondo y Ricky Rubio.